# Пихлер, Бенедикт
Бенедикт Пихлер (нем. Benedikt Pichler; родился 20 июля 1997 года, Зальцбург, Австрия) — австрийский футболист, нападающий немецкого клуба «Ганновер 96».

## Карьера
Футболом начал заниматься в клубе «Гнейсс» из Зальцбурга. В 2010 году присоединился к академии «Анифа». Летом 2014 года перешёл во вторую команду клуба «Грёдиг», которая выступала в Региональной лиге «Зальцбург». За команду дебютировал 8 августа в первом матче сезона против своего предыдущего клуба, заменив на 58-й минуте Маринко Сорду. 16 августа забил свой первый гол за команду, поразив ворота «Зальцбургер АК 1914».
Летом 2016 года был переведён в первую команду, выступавшую в Региональной лиге «Запад». Дебютировал 22 июля в гостевом матче против «Куфштайна», заменив в перерыве Юлиана Файзера. Впервые в стартовом составе вышел 10 сентября в выездной игре с «Хардом». Первый гол за клуб забил в следующем матче в ворота «Санкт-Иоганна». В том сезоне вместе с клубом дошёл до четвертьфинала Кубка Австрии, где проиграл ЛАСКу. 21 октября 2017 года в домашнем матче против «Шваца» на 56-й минуте заменил Романа Валльнера, на 63-й забил гол, на 90-й получил первую жёлтую карточку, а спустя две минуты — вторую. 23 марта 2018 года в домашней игре с «Санкт-Иоганном» оформил первый в карьере хет-трик. 5 мая в своей 50-й игре за клуб оформил первый в карьере дубль, забив два гола, а также отдав передачу на гол Ресула Омеровича в ворота «Кицбюэля».
В июле 2018 года стал игроком клагенфуртской «Аустрии», выступавшей в Лиге 2. Дебютировал в кубковом матче против «Трайскирхена», выйдя в стартовом составе, забив гол и отдав ассист. В лиге первый матч сыграл 27 июля против «Аустрии» из Лустенау. Первым результативным действием отметился 11 августа в гостевой игре с «Тиролем» из Ваттенса, отдав голевой пас на Сандро Закани. Первый гол забил 2 сентября в ворота «Янг Вайолетс». Всего в том сезоне забил 9 голов, став лучшим бомбардиром команды.
В июле 2019 года за 250 тысяч евро перешёл в столичную «Аустрию», подписав четырёхлетний контракт. Изначально отправился в состав второй команды. За «Янг Вайолетс» дебютировал 26 июля в домашнем матче против «Хорна», выйдя в стартовом составе. На протяжении месяца, с 27 сентября по 26 октября, забивал по мячу за матч, забив первые четыре гола за команду. К ноябрю был переведён в первую команду. В Бундеслиге дебютировал 24 ноября в гостевом матче против «Адмиры», заменив на 65-й минуте Максимильяна Сакса. Впервые в старте вышел в следующей игре, забив гол и отдав пас на гол Кристофа Моншайна в ворота «Хартберга».
В следующем сезоне вместе с клубом принял участие в квалификации к Лиге Европы, попав в третьем отборочном раунде в пару к лимасольскому «Аполлону» (в обоих матчах австрийский клуб проиграл). В еврокубках дебютировал 15 августа в гостевой игре. С 20 декабря 2021 года по 31 января 2021 года снова забивал в четырёх матчах подряд. 14 марта в матче с «Штурмом» в перерыве заменил Александара Юкича, а уже через 12 минут прямой ногой врезался в колено Сандро Инголича. Последний получил сложную травму, из-за чего ему пришлось перенести операцию, а Пихлер получил дисквалификацию на пять матчей. 27 мая провёл свой 50-й матч за клуб. Всего в том сезоне оформил 17 баллов по системе гол+пас (лучший результат в карьере), став вторым в команде после Манприта Саркарии. Также с клубом вышел в четвертьфинал Кубка Австрии, где проиграл «Зальцбургу».
В августе 2021 года за 1 миллион евро перешёл в клуб Второй Бундеслиги «Хольштайн», подписав четырёхлетний контракт. Дебютировал 11 сентября в гостевом матче с «Карлсруэ», заменив на 61-й минуте Янна-Фите Арпа. Первый гол забил 16 октября, выйдя в старте и поразив ворота «Ингольштадт 04». 10 августа 2023 года сыграл свой 50-й матч за клуб. 26 ноября забил два гола «Кайзерслаутерну», оформив первый дубль за клуб. 11 мая в домашнем матче против дюссельдорфской «Фортуны» забил свой восьмой гол за сезон (лучший результат в профессиональной карьере), чем помог клубу заработать ничью, обеспечив своему клубу выход в Бундеслигу впервые в истории.